# Punta Carbón
La Punta Carbón es una punta ubicada en la costa suroeste de la isla Candelaria en el archipiélago Candelaria en las islas Sandwich del Sur, en las aguas del canal Nelson, cerca del extremo austral de la isla.
El nombre comenzó a ser utilizado en publicaciones hidrográficas argentinas desde 1953, apareciendo luego en la toponimia británica de la isla como Carbon Point.
La isla nunca fue habitada ni ocupada, y es reclamada por el Reino Unido como parte del territorio británico de ultramar de las Islas Georgias del Sur y Sandwich del Sur y por la República Argentina, que la hace parte del departamento Islas del Atlántico Sur dentro de la provincia de Tierra del Fuego, Antártida e Islas del Atlántico Sur.